# Centralny Komitet Organizacji Niepodległościowych
Centralny Komitet Organizacji Niepodległościowych – konspiracyjny ośrodek polityczny kierowany przez Ryszarda Świętochowskiego, będący płaszczyzną współpracy organizacji konspiracyjnych postrzegających Służbę Zwycięstwu Polski jako organizację związaną z obozem sanacyjnym i nie uznających mandatu gen. Michała Karaszewicza-Tokarzewskiego do reprezentowania rządu Władysława Sikorskiego.
Na czele CKON stało Biuro Polityczne, którego prezesem był inż. Witold Orzechowski i red. Ryszard Świętochowski. Do ścisłego kierownictwa Komitetu należeli poza nim Norbert Barlicki i Marian Borzęcki.
Za prawną podstawę swej działalności Komitet uważał upoważnienie, jakiego udzielił R. Świętochowskiemu gen. Władysław Sikorski 18 września 1939 r. Potwierdzeniem tego upoważnienia był fakt finansowego wspierania działalności
R. Świętochowskiego przez rząd na uchodźstwie. Otrzymywane z tego źródła dotacje pieniężne dzielone były między organizacje wchodzące w skład Komitetu bądź współpracujące z nim.
Na temat organizacji wchodzących w skład CKON można znaleźć różne informacje. Według Wielkiej Encyklopedii Powszechnej PWN, t. 13, Warszawa 1970: były to: Organizacja Wojskowa, Związek Oficerów Rezerwy, Muszkieterzy, Strażacki Ruch Oporu „Skała”, Tajna Armia Polska i Stronnictwo Pracy. Aktualna internetowa encyklopedia PWN wymienia spośród powyższych TAP, ZOR i SP, ale poza nimi dodaje Związek Czynu Zbrojnego i Chłopską Organizację Wolności „Racławice”. Opracowanie K. Krajewskiego na temat UBK podaje z kolei obok TAP i ZCZ Korpus Obrońców Polski, „Znak” i Gwardię Obrony Narodowej.
W kwietniu 1940 r. działalność Komitetu zamarła. Spowodowały to aresztowania: M. Borzęckiego w marcu 1940 r., Norberta Barlickiego i Ryszarda Świętochowskiego w kwietniu tegoż roku, a także pominięcie CKON i związanych z nim ludzi w decyzjach zmierzających do uporządkowania polskiego podziemia, jakie w tym samym miesiącu podjął rząd na uchodźstwie (między innymi powołując do życia Związek Walki Zbrojnej). W 1941 r. Biuro Polityczne CKON oficjalnie podporządkowało się Delegatowi Rządu na Kraj.
Kolejną próbą stworzenia płaszczyzny współpracy dla organizacji, które nie podporządkowały się ZWZ było, między innymi, zawiązanie Komitetu Porozumiewawczego Organizacji Niepodległościowych, a po jego upadku – Konfederacji Narodu.